# دهستان سیدعباس
دهستان سیدعباس، یکی از دهستان‌های بخش مرکزی شهرستان کرخه در استان خوزستان ایران است. مرکز این دهستان، روستای عبدالخان پایین است.

## جمعیت
بر پایه سرشماری عمومی نفوس و مسکن در سال ۱۳۹۵، جمعیت دهستان سیدعباس برابر با ۲۷٬۷۱۳ نفر بوده‌است.